# Mohamed Zidan
Mohamed Abdullah Zidan (arabisch محمد عبدالله زيدان, DMG Muḥammad ʿAbdullāh Zīdān; * 11. Dezember 1981 in Port Said) ist ein ehemaliger ägyptischer Fußballspieler, der seit 2011 auch die deutsche Staatsangehörigkeit besitzt.

## Karriere

### Verein
Der Stürmer spielte für El Masry Port Said und die dänischen Clubs Akademisk BK und FC Midtjylland. In der Saison 2003/04 wurde er Spieler des Jahres und Torschützenkönig in der dänischen SAS-Liga.
In der Winterpause der Saison 2004/05 wechselte Zidan zum deutschen Erstligisten Werder Bremen. In seinen ersten beiden Bundesligaspielen erzielte er jeweils kurz nach seiner Einwechslung ein Tor. Aufgrund einer Verletzung Anfang 2005 kam er bis Saisonende nur selten zum Einsatz.
In der Sommerpause 2005 wechselte Zidan auf Leihbasis für die Saison 2005/06 zum 1. FSV Mainz 05, bei dem er Stammspieler und mit neun Treffern zweitbester Torschütze der Mannschaft wurde. Am 4. Februar 2006 erzielte er bei seinem eigentlichen Arbeitgeber Werder Bremen nach 13 Spielsekunden das schnellste Tor der Bundesliga-Saison 2005/06.
Zidan kehrte im Sommer 2006 nach Bremen zurück. Nach einer für ihn enttäuschenden Hinrunde, in der er kaum eingesetzt wurde, verpflichtete ihn Mainz 05 in der folgenden Winterpause endgültig. Im Februar 2007 wurde Zidan als erster Mainzer Spieler in einer von DFL, DSF und kicker organisierten Umfrage zum Fußballer des Monats gewählt.
Im Sommer 2007 wechselte Zidan zum Hamburger SV. Dort konnte er sich auch aufgrund zahlreicher Verletzungen nicht durchsetzen. Zu Beginn der Saison 2008/09 wechselte er zu seinem ehemaligen Trainer Jürgen Klopp nach Dortmund.
Am 31. Spieltag der Saison 2009/10 zog sich Zidan ohne Fremdeinwirkung einen Riss des vorderen Kreuzbandes im rechten Knie zu und fiel für siebeneinhalb Monate aus. Nach der Auskurierung seiner Verletzung und kuriosen Ausreiseproblemen aus seinem Heimatland Ägypten gab er am 17. November 2010 für die ägyptische Fußballnationalmannschaft sein Comeback in einem Freundschaftsspiel gegen Australien und schoss in der 90. Minute das Tor zum 3:0, nachdem er einige Minuten zuvor in die Partie gekommen war. Kurz darauf folgte am 2. Dezember 2010 sein Comeback bei Borussia Dortmund gegen den FK Karpaty Lwiw in der Europa League.
In der Winterpause der Saison 2011/12 wechselte Zidan nach Mainz zurück und erhielt dort einen Vertrag bis Sommer 2012. In seinen ersten sechs Spielen erzielte er jeweils ein Tor. Dabei brach er zuerst den Rekord für Winterneuzugänge, der bei drei Toren in den ersten drei Spielen lag, und schließlich auch den Rekord insgesamt, der bisher bei fünf Toren in den ersten fünf Spielen lag und zuvor von Fredi Bobic gehalten wurde.
Eine Vertragsverlängerung bei den Mainzern zur Saison 2012/13 kam wegen Meinungsverschiedenheiten mit Trainer Thomas Tuchel nicht zustande. Am 30. Juli 2012 unterschrieb Zidan beim Baniyas Sport Club in den Vereinigten Arabischen Emiraten einen Zweijahresvertrag, spielte dort aber nur eine Saison. In der Saison 2015/16 stand Zidan im Kader des ägyptischen Erstligaklubs El-Entag El-Harby.

### Nationalmannschaft
Zidan war ab 2005 ägyptischer Nationalspieler. Mit der Nationalmannschaft gewann er 2008 und 2010 den Afrika-Cup. Er gab dabei in beiden Endspielen die Vorlage zum jeweils einzigen Tor des Spiels.

## Persönliches
Nach dem Gewinn der deutschen Meisterschaft 2011 wurde Zidan am 16. Mai 2011 bei einem Empfang im Dortmunder Rathaus zusätzlich zur ägyptischen die deutsche Staatsbürgerschaft verliehen.
Zidan wurde am 20. November 2013 in Ägypten in Abwesenheit zunächst von einem Gericht zu einer Freiheitsstrafe von sechs Jahren wegen Scheckbetrugs verurteilt. Das Urteil erlangte aber keine Rechtskraft, da das Verfahren eingestellt wurde, nachdem Zidan Rechtsmittel eingelegt hatte. Die ägyptische Immobiliengesellschaft Arab Company for Projects and Urban Development hatte gegen den ehemaligen Nationalspieler Klage eingereicht. Zidan wurde vorgeworfen, dem Unternehmen beim Kauf von Immobilien drei ungedeckte Schecks ausgestellt zu haben.

## Titel und Erfolge

### Vereinsmannschaften
- Deutscher Meister: 2011, 2012
- Pokalsieger 2012

### Nationalmannschaft
- Fußball-Afrikameisterschaft (2): 2008, 2010

### Auszeichnungen und Rekorde
- Torschützenkönig in der dänischen SAS-Liga (1): 2004
- Spieler des Jahres in Dänemark (2): 2004, 2005
- Fußballer des Monats (1): Februar 2007
- In der Top-Elf des Afrika-Cups (1): 2010
- Bundesliga-Rekord: Höchste Anzahl von Spielen in Folge mit mindestens je einem geschossenen Tor eines Neuzugangs (sechs Tore in den ersten sechs Spielen) mit dem 1. FSV Mainz 05